# حضارة بادن
حضارة بادن (بالإنجليزية: Baden culture)‏، هي حضارة أثرية في جنوب شرق أوروبا، تعود إلى حقبة العصر الحجري الحديث في الفترة (ق. 3600–2800 قبل الميلاد ). ازدهرت الحضارة في المناطق التي تُمثل حاليا مورافيا (جمهورية التشيك) والمجر وبولندا وسلوفاكيا وشمال صربيا وغرب رومانيا وشرق النمسا.